# 関係妄想
関係妄想（かんけいもうそう）は、統合失調症にみられる症状の一つで、本人には無関係の周囲の人々の言動や見聞きした事柄を、自分に対して関連付ける妄想。

## 概要
統合失調症の症状には、陽性症状と陰性症状があり、このうち陽性症状の症状としては、幻覚、妄想、思考の混乱などがある。このうち、妄想には、「被害妄想」「注察妄想」などとともに、「関係妄想」がある。他人の何でもない言動や、自分の周囲で起こる出来事などに特別な意味があると思い込み、動機なく自分に関連付ける妄想で、統合失調症ではしばしば現れる。正常に知覚されたものが誤って意味付けされる「妄想知覚」と、二次的・反応的なものとして一定の性格特徴を有する者が、ある体験を契機に生じる「敏感関連妄想」があるほか、抑うつ感情から生じる場合もある。
本人にはあたかも現実であるように感じられるため、病気が原因にあると本人が認識する病識はないことが普通である。

## 具体例
テレビドラマやインターネット上の情報が、あたかも自分に関する情報を流していると思い込む。

## メカニズム
関係妄想的認知の生起に関わる要因として公的自己意識が指摘されている。公的自己意識の活性化により、他者から見た自己の情報収集が活発に行われ、相手に対しての直接的な働きかけによる情報収集が行われるが、他者とのコミュニケーションから情報を引き出す作業には社会的スキルが要されることから、不足する情報の補完の目的で、コミュニケーションによらない情報の取得が試みられる。具体的には他者の些細な行動・態度、周囲の出来事などである。例えば職場で社内の自己評価を知りたいと思う者が直接それを聞き出すことができない場合には、過去から現在までの上司・同僚などの些細な言動に注意を払い、自己評価を推量しようとする。これを日常的に繰り返しているうちに、根拠のない情報に対してまで過剰な意味づけを行うに至る。即ち、貧弱な情報を補完する心的機能により、関係妄想認知が生まれるとする考え方があり、その研究成果もある。